# Nowy Targ
Nowy Targ è una città polacca del distretto di Nowy Targ nel voivodato della Piccola Polonia.
Ricopre una superficie di 51,07 km² e nel 2006 contava 33 460 abitanti. È il capoluogo della regione Podhale e il suo nome significa 'nuovo mercato'. Come molte altre città dell'Europa orientale, si ritiene che la città sia stato il luogo in cui Vladimir Lenin abbia scontato una condanna in prigione.

## Geografia fisica
Nowy Targ appartiene al voivodato della Piccola Polonia dal 1999, mentre precedentemente ha fatto parte del voivodato di Nowy Sacz (1975-1998).

## Istruzione
- Podhalańska Państwowa Wyższa Szkoła Zawodowa, su ppwsz.edu.pl.

## Amministrazione

### Gemellaggi
- Évry
- Roverbella
- Radevormwald
- Kežmarok

## Sport
La città è famosa in Polonia per la sua squadra di hockey Podhale Nowy Targ, team di successo.